# Sielsowiet Honczary (obwód brzeski)
Sielsowiet Honczary (biał. Ганчароўскі сельсавет, ros. Гончаровский сельсовет) – sielsowiet na Białorusi, w obwodzie brzeskim, w rejonie lachowickim, z siedzibą w Honczarach.
20 grudnia 2013 do sielsowietu Honczary został w całości przyłączony likwidowany sielsowiet Kurszynowicze.
Według spisu z 2009 sielsowiety Honczary i Kurszynowicze zamieszkiwało łącznie 2366 osób w tym 1634 Białorusinów (69,06%), 656 Polaków (27,73%), 46 Rosjan (1,94%), 17 Ukraińców (0,72%) i 13 osób innych narodowości.

## Miejscowości
- agromiasteczko:
  - Talminowicze
- wsie:
  - Chociaż
  - Cygań
  - Hajnin
  - Hajniniec
  - Hancewicze
  - Haszczyn
  - Honczary
  - Horodyszcze
  - Kulenie
  - Kurszynowicze
  - Mazurki
  - Mielechy
  - Minicze
  - Nabiareżnaja (hist. Wońki)
  - Niedźwiedzica
  - Niskie
  - Niwiszcze
  - Nowe Budy
  - Ososy
  - Podborocze
  - Sawejki
  - Smoleniki
  - Stare Budy
  - Starosiele
  - Załuże

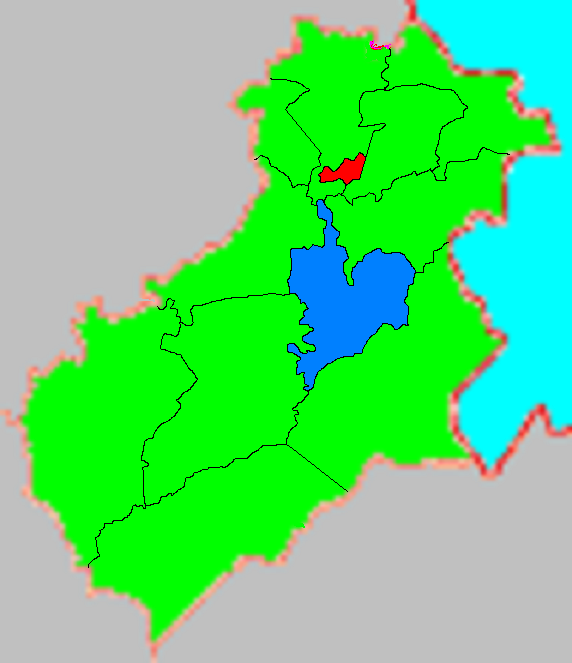
Sielsowiet Honczary do 2013 na mapie rejonu lachowickiego
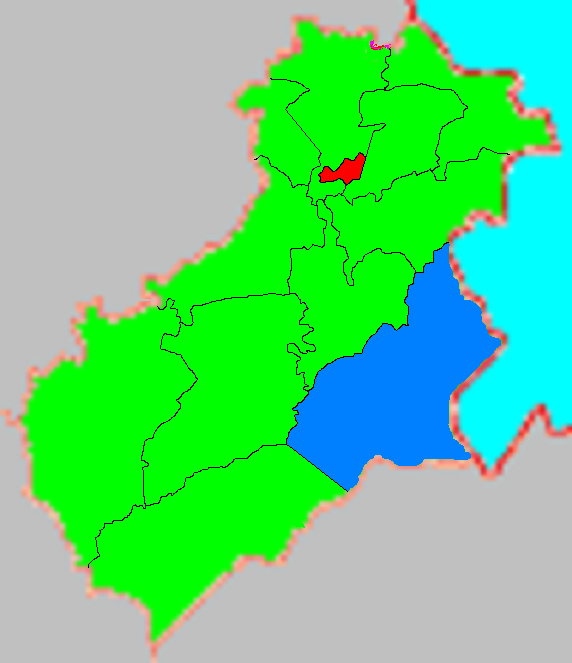
Sielsowiet Kurszynowicze do 2013 na mapie rejonu lachowickiego